# William Rawlins
William Rawlins è un personaggio immaginario nell'universo dei fumetti Marvel Comics. È apparso per la prima volta in The Punisher # 14 (settembre 2002), ed è stato creato dallo scrittore Garth Ennis e dall'artista Steve Dillon.

## Biografia del personaggio
William è un agente della CIA che crea una cella terroristica a Riyadh, in Arabia Saudita, su ordine di un gruppo dell'esercito americano e della generale dell'aeronautica statunitense, mentre era occupato nella creazione della cella Frank Castle e un operatore della Delta Force si infiltrarono in un silo missilistico russo per recuperare un virus campione. È anche uno degli ex mariti di Kathryn O'Brien, ma durante la luna di miele hanno spinto Kathryn da un elicottero nelle mani dei talebani per proteggere una spedizione di eroina. Rawlins viene poi assegnato dai generali per organizzare la morte di Castle con Nicky Cavella con cui ha avuto un rapporto intimo. Successivamente viene rapito da O'Brien e Castle, dove viene torturato da Castle per scoprire informazioni sui generali canaglia, che sono registrati. Durante la sessione di tortura, Rawlins perde un occhio. In seguito fugge e vende le sue informazioni sull'attacco terroristico alla Russia alle forze armate russe, poiché è diventato una persona non gradita alla CIA e ha bisogno di protezione. Più tardi tradisce i russi per i suoi ulteriori guadagni. Prima che sia finalmente in grado di fuggire e scomparire, Rawlins viene ucciso da Castle nel bagno degli uomini dell'aeroporto internazionale di Kabul.

## Altri media

### Televisione
- Il personaggio compare nella serie della MCU, The Punisher, dove è interpretato da Paul Schulze.